# إيبي تايون
إيبي تايون (بالإنجليزية: Epi Taione) هو ممثل وسائق سباقات ولاعب رغبي سابق تونغي ولد في يوم 2 مارس 1979، كان يلعب مع نادي لندن ويلش، بعد اعتزاله اتجه للتمثيل ومنافسة سباقات السيارات.